# 三民書局
三民書局（さんみんしょきょく、英語: San Min Book）は、1953年創業の台湾の大手書店・総合出版社。モットーは「学術思想を広め、文化発展に貢献する」。
創設当時は主に法律や政治に関する大学講義用教科書・参考書などを手掛けた。その後『三民文庫』、『古籍今注新訳叢書』、『大辭典』シリーズ等の出版にも力を注いだ。
21世紀現在では、字典や子供向け絵本、児童生徒(少年少女)向けの教育分野にも進出し、総合出版社へと発展・拡大している。

## 沿革
1953年創立者の劉振強、柯君欽、范守仁ら三人は新台湾ドル5000元、当時の日本円で2万円相当の資金を出資し、「庶民三人」の意味で「三民」と名付けた。柯、范二人は志向の違いから、経営から離れ、劉振強は単独経営することになった。最初の拠点は台北市衡陽路46号、当時の大萬商場の真向かいにあり、「虹橋書店」と文房具売場の店舗をシェアした。僅か20坪の店舗で、主に法律類書籍を出版、販売する。
1961年出版事業部と書店は台北市重慶南路一段77号へ移転し、辞書と中国古典シリーズの編纂を開始する。主なものは『古文観止』、『大辭典』、『新訳四史』（漢書、後漢書、三国史、史記）等である。
1975年台北市重慶南路一段61号「三民大楼」新本店ビル竣工、開店。看板は溥心畬（中国清朝の皇帝溥儀の従兄弟。張大千と並ぶ有名な書画家である）の筆墨揮毫による。重慶南路店舗は重慶南路一段59号まで延び、二戸二階になり、エスカレーターも備えていた。当時は台湾初のエレベーター付き書店だった（#店舗）。
1993年台北市復興北路のビル「文化大楼」が完成、編集部をここに移転し、重慶南路店は書店のみとなり売場面積を拡大し現在に至る。（#店舗）
1996年三民書局オンラインショップを正式に立ち上げる（#店舗）。
2013年創立60周年、同年1月国家図書館総館の地下一階書店を仮営業、12月閉店
2017年創業者劉振強は永眠、享年86歳。中華民国経済部商業司により、息子の劉仲傑が第二代社長に就任する。

## 事業概要
事業内容は多様で、出版事業を始め、発行・店頭販売・オンラインショップなど多岐に渡る。（#店舗）取り扱う書籍の種類としては資格試験用参考書、教科書、テキスト、小中高大学用専門書籍などである。編集・販売、書籍ジャンル毎に以下のように分類される。

### 出版
- 教科書：主に法学に関する大学向けの教科書を出版している。その後も研究教育分野に特化した専門店としての姿勢を保ちつつ、各専門分野の研究者・専門家による著作物や数多くの高等教育用教科書・参考書を編集・出版している。

1999年より高等学校の教科書も編集し始め、子会社の#東大図書株式会社は主に高校生向けの教科書を取り扱っている。
- 一般書籍：中国語古典文学、現代文学、歴史、社会科学、芸術、子供向け文学作品など人文系書籍を編集・出版している。
- 辞典・字典類：1985年に出版された『大辭典』は、（それ以前の国立官立事業から）民間出版社としては初めて手がけた百科全書型の大辭典である。10年以上にわたる再編集・項目追加等を経て、2017年10月に再版された。
- その他：学術書、研究書の他に、一般、少年少女、子供向けのそれぞれの書物も出版している。「三民文庫」、「三民叢刊」、「音楽・不一様シリーズ」、「文明叢刊シリーズ」などがその代表であるが、トータルで年間に出版される書物は400種類以上にのぼる。

### 販売
- 簡体字書籍：7万種類の簡体字書籍が店頭に陳列されており、ネットストアでも百万種類以上のデータをアクセスできる。台湾の簡体字書籍を取扱店舗の中で、最も豊富な品揃えを誇る書店である。
- 洋書：在庫情報は海外のネットストアと提携し、定時的に情報を更新しており、英国・米国をはじめとする欧米の新刊をいち早く入手することができ、最新の海外の話題作についての情報を先取りすることもできる。
- 指定販売：金融研訓院（金融財政研究会）・証期会（証券先物研究所）・国立台湾大学・国立清華大学・国立交通大学などの学術書籍の販売店に指定されている。
- その他：各出版社の話題の新刊書、雑誌、試験用参考書、和書、政府刊行物だけでなく、専門書、稀覯書、視聴覚教材、映像商品、事務用品、文房具など。

### 代理
香港を代表する学術出版社「商務印書館」・「中華書局」・「三聯書店」・「天地図書」・「萬里機構」・「新雅文化」・「知出版」及び香港大学出版局である中文大学出版社出版物の独占代理店でもある。

### 著作権の取引
世界各国の著作権取引(買取)を行う一方、日本・韓国・中国などとの著作権取引(販売)にも積極的に取り組んでいる。

## 関連会社

### 東大圖書股份有限公司
1975年創設、「知識を広め、学術思想を通平明に説く」という方針で、主に哲学、人文、芸術などの分野での出版物を刊行している。
良く知られている書物は『滄海叢刊』、『現代佛学叢書』など。『滄海叢刊』は「学術如滄海無涯」の意味合い、中国文学、哲学、宗教、応用科学、社会科学、芸術などの専門・学術書籍などを出版している。特に『現代佛学叢書』シリーズは理解しやすい言葉で分かりやすく、仏教思想を紹介している。

### 弘雅圖書股份有限公司
1987年創設、主な業務は実在店舗と三民書局オンラインショップの書籍・雑誌・教科書、文房具・雑貨などの取次販売、卸売、小売。

## 店舗

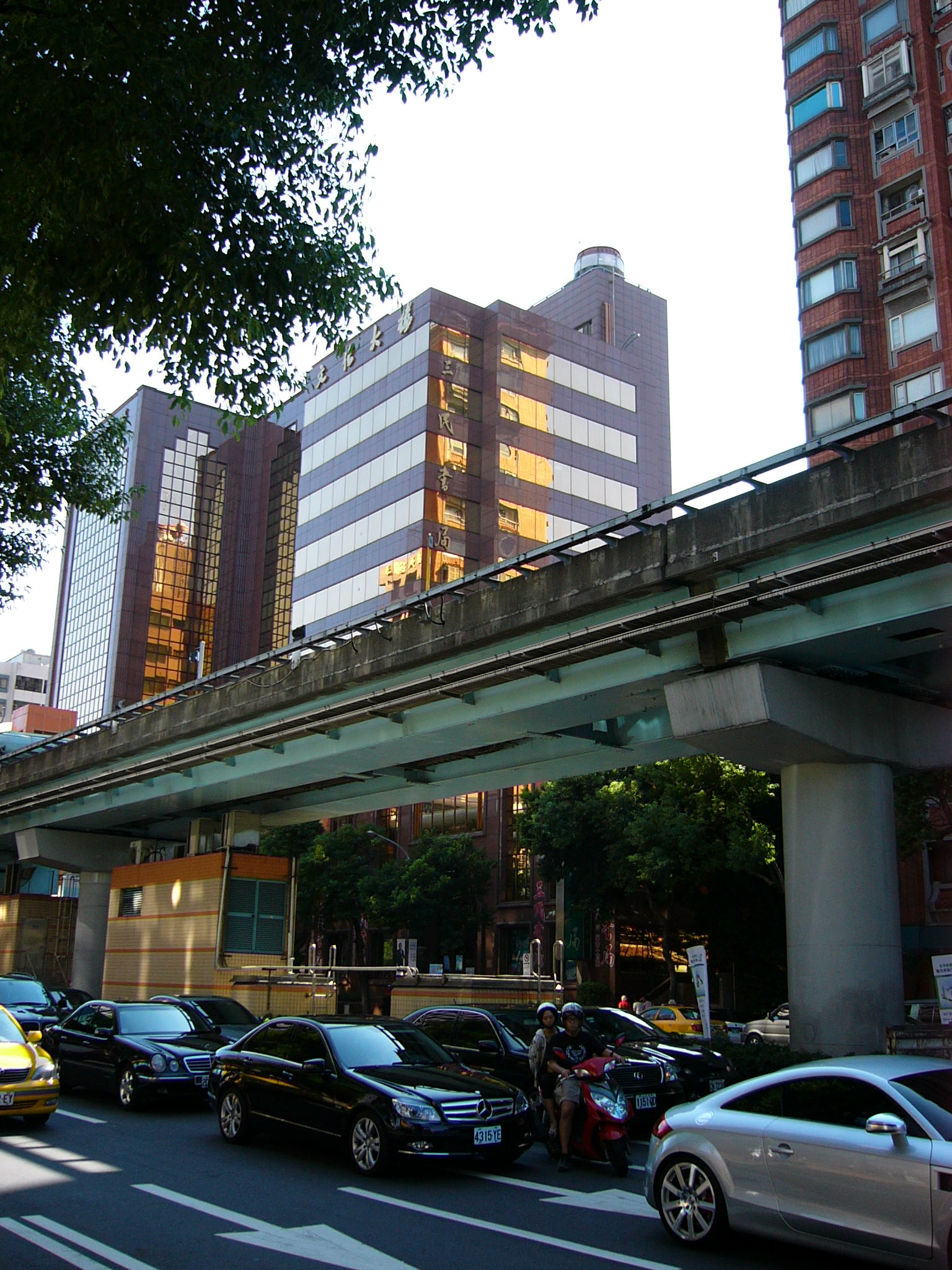
文化大楼ビル
三民書局復北店、総本社

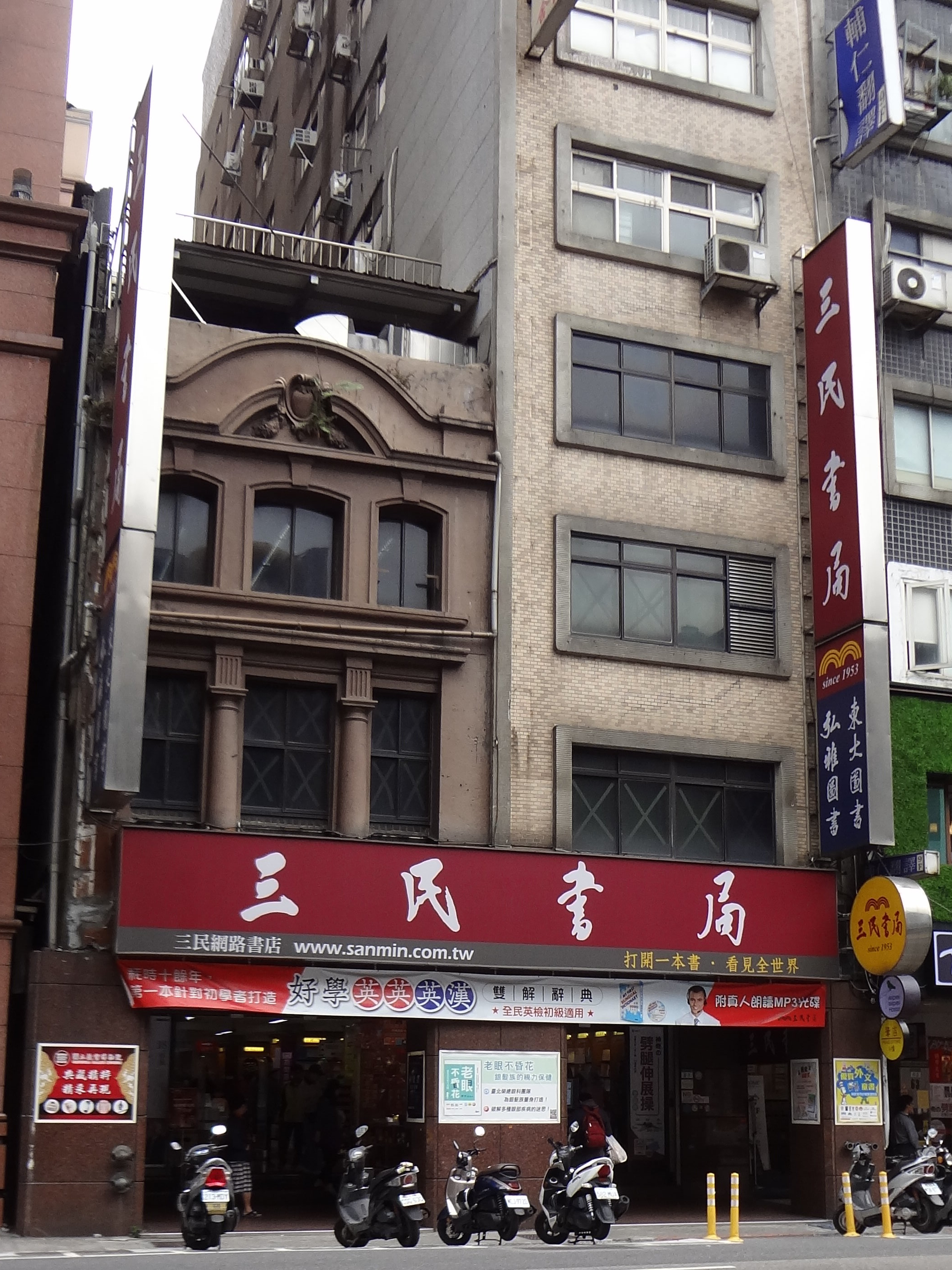
三民書局重南店

- 復北店（復興北路）総本社、書店と出版事業とから成る。
- 重南店（重慶南路一段）、「重慶南路書店街」にある。

全店舗は台北市にある。図書館式書店を目指した大型総合書店として、この地域最大の規模を誇り、ランドマーク的な存在である。両店舗合わせた売り場面積は1400坪余り、陳列されている書物は20万種類以上。
初期は出版、販売とも行ってきたが、図書販売事業については、現在#弘雅圖書股份有限公司としてを独立営業している。
- 三民書局オンラインショップ1996年正式に運営が始まる。

特徴的なのは数百万種類の商品情報にアクセスでき、台湾・中国・香港の出版物、政府刊行物に加え、日本・欧米をはじめとする海外の書籍等を取り揃えている点である。

## 受賞歴

### 金鼎獎
中華民国文化部主催
- 1977年圖書出版獎

（宗教類）－『佛學研究』. ISBN 9789571903576
（總類）－『國父思想要義(修訂八版)』. ISBN 9789571439129
- 1979年圖書出版獎－『刑法特論(上)』. ISBN 9789571401553
- 1985年圖書類推薦獎－『國際金融理論與制度（革新版）』. ISBN 9789571404325
- 1986年圖書類推薦獎－『中國近代史(增訂三版)』. ISBN 9789571441474
- 1986年優良圖書獎（綜合類）－『大辭典(精印本)』. ISBN 9789571408439
- 1988年優良圖書獎（人文類）－『歷史傳釋與美學』. ISBN 9789571908632
- 1989年圖書類推薦獎
『新辭典(精印本)』. ISBN 9789571408453
『根源之美』. ISBN 9789571908274
『中國政治思想史(三版)』. ISBN 9789571447636
- 1990年圖書類推薦獎
『東歐諸國史(當代完備版)(增訂四版)』. ISBN 9789571456591
『朱熹』. ISBN 9789571900773
- 1992年圖書美術編輯獎－『扇子與中國文化』. ISBN 9789571903293
- 1992年圖書著作獎－『中國繪畫思想史(增訂二版)』. ISBN 9789571439754
- 1992年圖書類推薦獎－『陶百川全集(1～33)』. ISBN 9789571422138
- 1993年大陸圖書著作獎－『哀莫大於心未死』. ISBN 9789571419282
- 1993年圖書類推薦獎－『臺灣經濟策論』. ISBN 9789571419770
- 1995年圖書類推薦獎
『河宴(二版)』. ISBN 9789571455914
『半導體元件物理』. ISBN 9789571422602
『印度思想文化史─從傳統到現代』. ISBN 9789571916996
- 1996年圖書類推薦獎
『思辯錄─思光近作集』. ISBN 9789571919249
『歷史人物與文化危機』. ISBN 9789571441306
『現代國際法(修訂三版)』. ISBN 9789571457192
- 1998年優良圖書推薦獎（人文類）－『儒家思想─以創造轉化為自我認同』. ISBN 9789571921594
- 2000年優良圖書推薦獎（人文類）－『島民‧風俗‧畫－十八世紀臺灣原住民生活圖像(三版)』. ISBN 9789571930930
- 2002年圖書出版獎（兒童及少年讀物類）
『生命之美－維梅爾的祕密』. ISBN 9789571434261
『永遠的漂亮寶貝─小巨人羅特列克』. ISBN 9789571446868
『無聲的吶喊－孟克的精神世界(二版)』. ISBN 9789571434308
『思想與歌謠－克利和他的畫(二版)』. ISBN 9789571434339
『人生如戲－拉突爾的世界(二版)』. ISBN 9789571434254
『超級天使下凡塵－最後的貴族拉斐爾(二版)』. ISBN 9789571434247
『拿著畫筆當鋤頭－農民畫家米勒(二版)』. ISBN 9789571434278
『半夢幻半真實－天真的大孩子盧梭』. ISBN 9789571434292
『騎木馬的藍騎士－康丁斯基的抽象音樂畫』. ISBN 9789571434322
『畫家與芭蕾舞－粉彩大師狄嘉』. ISBN 9789571434285
- 2002年優良圖書出版推薦獎（社會科學類）－『人情趣味新聞料理』. ISBN 9789571434971
- 2003年圖書類金鼎獎（文學語文類－兒童及少年圖書類）－『愛咪與愛米麗』. ISBN 9789571435817
- 2004年圖書出版獎（兒童及少年圖書類－文學語文類）－『黑白狂想曲(二版)』. ISBN 9789571438276

### 中小學生優良課外讀物
中華民国文化部主催
- 第4次（圖書類）－『電腦啟蒙』. ISBN 9789571405476
- 第5次（圖書類）
『宋初風雲人物』. ISBN 9789571407005
『老殘遊記(二版)』. ISBN 9789571447469
- 第7次（圖書類）－『禪骨詩心集』. ISBN 9789571927831
- 第9次（圖書類）－『山河叢刊』1冊、『三民叢刊』7冊
- 第10次（圖書類）－『山河叢刊』1冊、『三民叢刊』14冊
- 第11次（圖書類）－『古籍今注新譯叢書』2冊、『三民叢刊』1冊
- 第15次（文學語文類）－『探索英文叢書(中英對照)』2冊
- 第16次（圖畫故事類）－『探索英文叢書(中英對照)-農場裡的小故事系列』4冊、『探索英文叢書(中英對照)-我愛阿瑟系列』3冊、『兒童文學叢書-小詩人系列』8冊
- 第17次

（人文類）－『兒童文學叢書-藝術家系列Ⅰ』10冊、『小普羅藝術叢書-創意小畫家系列』6冊、『小普羅藝術叢書-小畫家的天空系列』3冊、『小普羅藝術叢書-我喜歡系列』11冊
（文學語文類）－『兒童文學叢書-小詩人系列』3冊
- 第18次

（人文類）－『兒童文學叢書-文學家系列』11冊
（文學語文類）－『兒童文學叢書-小詩人系列』1冊、『三民叢刊』1冊
（圖畫故事類）－『兒童文學叢書-童話小天地系列』3冊、『探索英文叢書(中英對照)』1冊
- 第19次

（人文類）－『兒童文學叢書-藝術家系列Ⅱ』10冊
（文學語文類）－『兒童文學叢書-小詩人系列』2冊
- 第20次

（人文類）－『文明叢書』2冊〔『公主之死』. ISBN 9789571435138，日本語版『 中国儒教社会に挑んだ女性たち』. ISBN 9784469233094〕
（圖畫故事類）－『兒童文學叢書-小詩人系列』1冊、『探索英文叢書(中英對照)』3冊
（叢書．工具書類）－『兒童文學叢書-童話小天地系列』8冊、『音樂，不一樣』10冊
- 第21次

（文學語文類）－『三民叢刊』1冊
（叢書．工具書類）－『兒童文學叢書-音樂家系列』10冊
- 第23次（叢書．工具書類）－『兒童文學叢書-影響世界的人』12冊、『小普羅藝術叢書-我的動物朋友系列』8冊、『英文成語典故 Tell Me Why』. ISBN 9789571439211
- 第26次（叢書．工具書類）－『精解國語辭典(道林紙本)(增訂五版)』. ISBN 9789868113572
- 第27次（文學語文類）－『Fun 心讀雙語叢書-我愛我的家系列』6冊、『Fun 心讀雙語叢書-賽皮與柔依系列』6冊
- 第28次

（人文類）－『兒童文學叢書-世紀人物100系列』20冊、『世紀文庫-傳記類』1冊
（文學語文類）－『Fun 心讀雙語叢書-我的昆蟲朋友系列』2冊
- 第29次

（人文類）－『兒童文學叢書-世紀人物100系列』23冊
（叢書．工具書類）－『神探作文－讓作文變有趣的六章策略』. ISBN 9789571447308
- 第30次

（人文類）－『兒童文學叢書-世紀人物100系列』3冊、『小小導遊系列』3冊
（文學語文類）－『兒童文學叢書』1冊
- 第32次（圖畫故事類）－『兒童文學叢書-我的蟲蟲寶貝』4冊
- 第34次（科學類）－『鸚鵡螺數學叢書』1冊
- 第36次

（文學創作類）－『三民叢刊』1冊
（叢書．工具書類）－『精編活用辭典』. ISBN 9789571457628
- 第37次

（人文及社會類）－『歷史天空』1冊、『LIFE系列』1冊
（文學創作類）－
『給愛兒的二十封信-Letters to My Son(三版)』. ISBN 9789571459035
『一夜新娘─望風亭傳奇』. ISBN 9789571458779
『人間小小說』. ISBN 9789571458762
（科學類）－『天人之際－生物人類學筆記(二版)』. ISBN 9789571448435
- 第38次

（人文及社會類）－『歷史天空』1冊、『LIFE系列』1冊、『創意MAKER』2冊、『帶這本書去埃及』. ISBN 978-9571459868
（科學類）－
『不可能的任務——公鑰密碼傳奇』. ISBN 9789571459912
『畢氏定理四千年』. ISBN 9789571448435
『畢達哥拉斯的復仇』. ISBN 9789571456324、
『古代天文學中的幾何方法』. ISBN 9789571460185
（圖畫故事類）－『iREAD愛閱讀』1冊
（叢書．工具書類）－
『最新簡明英漢辭典(增訂二版)』. ISBN 9789571459752
『成語典(增訂三版)』. ISBN 9789571460024
- 第39次

（圖畫故事類）－『iREAD愛閱讀』2冊
（叢書．工具書類）－『好學英英/英漢雙解辭典』. ISBN 9789571461762
- 第40次

（人文社科類）－
『海都物語(上)』. ISBN 9789571461304
『海都物語(下)』. ISBN 9789571461717
〔原作：『 海の都の物語　ヴェネツィア共和国の一千年1-4』. ISBN 9784101181325〕
（文學類）－『創意MAKER』1冊、『青出於藍：一窺雍正帝王術』. ISBN 9789571463247
（圖畫故事類）－『iREAD愛閱讀』8冊

### 小太陽獎
中華民国行政院新聞局主催
- 第4屆小太陽獎（人文類）
『光影魔術師─與林布蘭聊天說畫(二版)』. ISBN 9789571427379
『永恆的沉思者─鬼斧神工話羅丹(二版)』. ISBN 9789571427393
『流浪的異鄉人─多彩多姿的高更(二版)』. ISBN 9789571427416
『孤傲的大師─追求完美的塞尚(二版)』. ISBN 9789571446875
『寂寞的天才─達文西之謎(二版)』. ISBN 9789571427355
『金黃色的燃燒─梵谷的太陽花(二版)』. ISBN 9789571427423
『石頭裡的巨人─米開蘭基羅傳奇(二版)』. ISBN 9789571427362
『非常印象非常美─莫內和他的水蓮世界(二版)』. ISBN 9789571427409
『愛跳舞的方格子─蒙德里安的新造型(二版)』. ISBN 9789571446882
『放羊的小孩與上帝─喬托的聖經連環畫』. ISBN 9789571427348
- 第5屆小太陽獎

（人文類）－
『愛跳舞的女文豪─珍•奧斯汀的魅力(二版)』. ISBN 9789571428369
『小小知更鳥─艾爾寇特與小婦人(二版)』. ISBN 9789571428413
『醜小鴨變天鵝─童話大師安徒生(二版)』. ISBN 9789571428376
『俄羅斯的大橡樹─小說天才屠格涅夫(二版)』. ISBN 9789571428406
『震撼舞臺的人─戲說莎士比亞』. ISBN 9789571428352
『軟心腸的狼─命運坎坷的傑克‧倫敦』. ISBN 9789571428444
『解剖大偵探─柯南‧道爾vs.福爾摩斯』. ISBN 9789571428437
『怪異酷天才─神祕小說之父愛倫坡』. ISBN 9789571428383
『尋夢的苦兒─狄更斯的黑暗與光明』. ISBN 9789571428390
『哈雷彗星來了─馬克‧吐溫傳奇』. ISBN 9789571428420
（圖畫故事類）－『石頭不見了(二版)』. ISBN 9789571431840
- 第7屆小太陽獎最佳美術設計
『一看就知道』. ISBN 9789571926025
『不看不知道』. ISBN 9789571926032
『心有靈犀』. ISBN 9789571926100
『四季繽紛』. ISBN 9789571926094
『跨樂十六國』. ISBN 9789571926056
『天使的聲音』. ISBN 9789571926087
『怦然心動』. ISBN 9789571926049
『文藝講堂』. ISBN 9789571926858
『動物嘉年華』. ISBN 9789571926063
『大自然SPA的呵護』. ISBN 9789571926070

### 好書大家讀
台北市立図書館主催 
- 1997年（童詩類）
『我的夢夢見我在夢中作夢』. ISBN 9789571423487
『妖怪的本事』. ISBN 9789571423494
『樹媽媽』. ISBN 9789571422305
『童話風』. ISBN 9789571423289
- 1998年

（地理類）－『兩極紀實』. ISBN 9789571428277
（傳記類）－
『寂寞的天才─達文西之謎(二版)』. ISBN 9789571427355
『石頭裡的巨人─米開蘭基羅傳奇(二版)』. ISBN 9789571427362
『非常印象非常美─莫內和他的水蓮世界(二版)』. ISBN 9789571427409
『愛跳舞的方格子─蒙德里安的新造型(二版)』. ISBN 9789571446882
『放羊的小孩與上帝─喬托的聖經連環畫』. ISBN 9789571427348
- 第4次（圖書類）－『人生小語(一~十)』. ISBN 9789571913209
- 第7次（圖書類）
『詩中的李白』. ISBN 9789571905617
『藝術的興味』. ISBN 9789571908250
『根源之美』. ISBN 9789571908274
『哲學與思想』. ISBN 9789571902036
『佛學研究』. ISBN 9789571903576
- 第9次（圖書類）
『歌鼓湘靈─楚詩詞藝術欣賞』. ISBN 9789571903354
『尋索：藝術與人生』. ISBN 9789571903392
『文物之美─與專業攝影技術』. ISBN 9789571901091
『表達的藝術─修辭二十五講』. ISBN 9789571417592
『雕塑技法』. ISBN 9789571900872
- 第10次（圖書類）
『樂風泱泱』. ISBN 9789571913209
『修辭散步(增訂二版)』. ISBN 9789571928487
- 第11次（圖書類）－『扇子與中國文化』. ISBN 9789571903293
- 第16次（人文類）－『人類文明小百科』18冊. ISBN 9786661400489
- 第17次（科學類）－『人類文明小百科16身體與健康』. ISBN 9789571428598
- 第21次（人文類）－『人類文明小百科18宗教與信仰』. ISBN 9789571437019
- 第33次（文學．綜合A組）
『軟心腸的狼─命運坎坷的傑克‧倫敦』. ISBN 9789571428444
『解剖大偵探─柯南‧道爾vs.福爾摩斯』. ISBN 9789571428437
『哈雷彗星來了─馬克‧吐溫傳奇』. ISBN 9789571428420
- 第36次（圖畫書組）－『丁伶郎』. ISBN 9789571431871
- 第38次

（文學．綜合A組）－『我是西瓜爸爸』. ISBN 9789571432977
（文學．綜合B組）－
『國王的試吃官』. ISBN 9789571432670
『喬琪與電腦蟲』. ISBN 9789571432687
- 第39次

（文學．綜合A組）－
『永遠的漂亮寶貝─小巨人羅特列克』. ISBN 9789571446868
『無聲的吶喊－孟克的精神世界(二版)』. ISBN 9789571434308
『思想與歌謠－克利和他的畫(二版)』. ISBN 9789571434339
『超級天使下凡塵－最後的貴族拉斐爾(二版)』. ISBN 9789571434247
『拿著畫筆當鋤頭－農民畫家米勒(二版)』. ISBN 9789571434278
『半夢幻半真實－天真的大孩子盧梭』. ISBN 9789571434292
『騎木馬的藍騎士－康丁斯基的抽象音樂畫』. ISBN 9789571434322
『畫家與芭蕾舞－粉彩大師狄嘉』. ISBN 9789571434285
（文學．綜合B組）－『跟天空玩遊戲(二版)』. ISBN 9789571433462
- 第42次

（非故事文學組）－『春天的短歌』. ISBN 9789571435831
（圖畫書及幼兒讀物組）－『大海的呼喚』. ISBN 9789571435930
- 第43次（知識性讀物）－『海客述奇─中國人眼中的維多利亞科學』. ISBN 9789571436883
- 第44次（知識性讀物）－『畫中有話』. ISBN 9789571926650
- 第46次（非故事文學組）－『時空列車長－解釋宇宙的天才愛因斯坦』. ISBN 9789571439945
- 第47次（故事文學組）－『賣牛記』. ISBN 9789571440781
- 第51次

（知識性讀物組）－『說數』. ISBN 9789571445915
（非故事文學組）－『柺杖與流浪漢：卓別林』. ISBN 9789571444055
- 第52次（故事文學組）
『電視是我的!The TV Is Mine!-小怪獸系列』. ISBN 9789571446806
『媽咪，颱風是什麼？What Is a Typhoon, Mommy? 』. ISBN 9789571446776
『越幫越忙 Jenny Helps Do the Housework』. ISBN 9789571446790
- 第53次

（非故事文學組）－『婉約詞人：李清照』. ISBN 9789571448459
（故事文學組）－『紅風箏和藍帽子』. ISBN 9789571448886
- 第54次（非故事文學組）
『人類愛的典範：史懷哲』. ISBN 9789571449265
『永恆之星：富蘭克林』. ISBN 9789571449562
『英國傳奇首相：邱吉爾』. ISBN 9789571449272
『我要光明：海倫‧凱勒』. ISBN 9789571449258
- 第55次－『散文新四書－春之華(修訂二版)』. ISBN 9789571452043
- 第60次（故事文學組）－『唐鍾馗平鬼傳』. ISBN 9789571454788
- 第66次（文學讀物B組-紀實性文學）
『約翰‧藍儂』. ISBN 9789571458717
『馬可尼』. ISBN 9789571458663
『柴契爾夫人』. ISBN 9789571458687
- 第67次（文學讀物B組-紀實性文學）
『瑪莎‧葛蘭姆』. ISBN 9789571459219
『費曼』. ISBN 9789571459196
『瑞秋．卡森』. ISBN 9789571459318
- 第69次（文學讀物B組）－『艾雪：空間魔幻師』. ISBN 9789571460246
- 第70次

（紀實性文學）－『安迪•沃荷：普普藝術大師』. ISBN 9789571461144
（翻譯）－『熱愛數學的男孩：保羅‧艾狄胥不可思議的生命歷程』. ISBN 9789571461410
- 第71次
『不歡迎大象』. ISBN 9789571461670
『鄧肯：赤足的舞蹈精靈』. ISBN 9789571461571
『手塚治虫：漫畫之神』. ISBN 9789571461601
『喬治‧伊士曼：柯達！底片先鋒』. ISBN 9789571461663
- 第72次（圖畫書及幼兒讀物組）
『大壞熊』. ISBN 9789571462646
『大藝術家巴布』. ISBN 9789571462684
『穿芭蕾舞裙的老虎』. ISBN 9789571462745
『奶奶臉上的皺紋』. ISBN 978-9571462899
- 第73次
『小旅鼠向前衝』. ISBN 9789571463209
『山洞裡的小不點』. ISBN 9789571462967
『達利：瘋狂藝術家』. ISBN 9789571463094
『密爾頓‧赫爾希：巧克力天才』. ISBN 9789571463049
『漂鳥集(六版)』. ISBN 9789571463070
『班雅明先生的神祕行李箱』. ISBN 978-9571463285
- 第74次（圖畫書及幼兒讀物組）
『好吃的服裝店』. ISBN 9789571463353
『不會很複雜』. ISBN 9789571463803
『奧斯卡的小紅船』. ISBN 9789571464022
『左先生與右先生』. ISBN 9789571463865